# Pont Colombo Salles
Le pont Colombo Salles est un ouvrage d'art situé dans l'État brésilien  de Santa Catarina, dans la municipalité de Florianópolis. Il s'agit de l'un des trois ponts reliant l'île de Santa Catarina au continent.
Construit en béton, il mesure 1 227 mètres de longueur et fut achevé en 1975. Il fut baptisé d'après le nom du gouverneur de l'État à l'époque, Colombo Machado Salles.